# Dicranoptycha savtshenkoi
Dicranoptycha savtshenkoi is een tweevleugelige uit de familie steltmuggen (Limoniidae). De soort komt voor in het Palearctisch gebied.